# Barcău
El Barcău o Bereteu ( rumano o Berettyó en húngaro ) es un río que tiene su origen en el condado de Sălaj, Rumania. Tiene unos 167 km de largo, con una cuenca hidrográfica de 5812 km². : 22  Después de cruzar el condado de Bihor en Rumania y el condado de Hajdú-Bihar y Békés en Hungría, desemboca en Sebes-Körös (rumano: Crișul Repede ) cerca de Szeghalom. Su longitud en Rumanía es 134 km. 
El tramo superior del Barcău, aguas arriba de la confluencia con el Răchita, se denomina localmente Ștei, Berchesei o Bărcașu. El tramo entre la confluencia con el Răchita y el Toplița se denomina localmente Tusa. El nombre Barcău sólo se utiliza tras su confluencia con el Toplița.

## Pueblos y aldeas
A lo largo del río Barcău, desde su nacimiento hasta su desembocadura, se encuentran las siguientes ciudades y pueblos: en Rumanía: Valcău de Jos, Boghiș, Nușfalău, Ip, Suplacu de Barcău, Balc, Abram, Marghita, Abrămuț, Chișlaz, Sălard, Tămășeu, en Hungría Kismarja, Pocsaj, Gáborján, Berettyóújfalu, Szeghalom.

## Afluentes
Los siguientes ríos son afluentes del río Barcău (desde la fuente hasta la desembocadura):
- Izquierda: Valea Răchitelor, Toplița, Iaz, Valea Mare, Groapa, Cerăsei, Marca, Borumlaca, Săldăbagiu, Bistra, Valea Albă, Tria, Valea Fânețelor, Almaș, Valea Vițeilor, Fâneața Mare, Crișul Mic
- Derecha: Comăneasa, Ip, Camăr, Curătura, Dijir, Inot, Cheț, Valea Lacului, Făncica, Sânnicolau, Roșiori, Ier